# Madonna (Zeitschrift)
Madonna ist eine österreichische Frauen- und Lifestyle-Zeitschrift. Sie erscheint seit 2007 wöchentlich am Samstag und ist Teil der Mediengruppe Österreich GmbH.
Im Oktober 2011 erschien das erste Exemplar von Madonna Society, einer Society-Zeitschrift der Mediengruppe, die wöchentlich mittwochs erscheint. Herausgeberin und Chefredakteurin von beiden Zeitschriften ist Uschi Fellner.

## Inhalt
Die Zeitschrift widmet sich unter anderem den folgenden Themenbereichen:
- Thema – aktuelles Geschehen, Auftritte und Promi-News
- Style – beinhaltet Styletrends und -tipps
- Beauty – alles rund um Make-Up und Pflege
- Balance – Tipps und Produktempfehlungen zum Thema Gesundheit und Fitness
- Living – Trends und Berichte zum Thema Wohnen und Style
- Gala – Prominews, Buch-, Musik- und Eventempfehlungen